# Chang’an (köpinghuvudort i Kina, Jilin Sheng, lat 43,03, long 129,67)
Chang'an är en köpinghuvudort i Kina. Den ligger i provinsen Jilin, i den nordöstra delen av landet, omkring 370 kilometer öster om provinshuvudstaden Changchun. Antalet invånare är 10 090. Befolkningen består av 4 829 kvinnor och 5 261 män. Barn under 15 år utgör 7,0 %, vuxna 15-64 år 79 %, och äldre över 65 år 12,0 %.
Runt Chang'an är det ganska tätbefolkat, med 166 invånare per kvadratkilometer. Närmaste större samhälle är Yanji, 18,6 km sydväst om Chang'an. I omgivningarna runt Chang'an växer i huvudsak lövfällande lövskog.
Genomsnittlig årsnederbörd är 967 millimeter. Den regnigaste månaden är juli, med i genomsnitt 216 mm nederbörd, och den torraste är januari, med 9 mm nederbörd.